# IC 432
IC 432 ist ein Reflexionsnebel im Sternbild Orion am Himmelsäquator. Das Objekt wurde am 27. Juni 1888 von der US-amerikanischen Astronomin Williamina Fleming entdeckt.